# Ernia di Richter
Affinché un'ernia possa essere definita di "Richter" il bordo antimesenterico dell'intestino deve protendere nel sacco erniario, ma non fino al punto da interessare l'intera circonferenza dell'intestino stesso.

## Storia
Il nome lo si deve al chirurgo tedesco August G. Richter (1742 - 1812)

## Eziologia
Può manifestarsi in seguito a laparoscopia, e fra le varie patologie associate la gangrena di Fournier.